# 金原博
金原 博（かなはら ひろし、1930年2月16日 - 2020年9月30日）は、日本の政治家。
石川県議会議員（12期）、石川県議会議長、金沢市議会議員（1期）、新進石川会長（初代）、江蘇省栄誉公民などを務め、石川県議会における非自民の中心勢力である新進石川を長らく率いた。元北陸放送アナウンサーで、2019年の石川県議会議員選挙で当選した長田哲也は次女ゆかり (元北陸放送アナウンサー、現フリー)の夫。

## 略歴
金沢市生まれ。石川県立金沢桜丘高等学校卒業。1967年より金沢市議会議員を1期務め、1971年、41歳で石川県議会議員に自由民主党公認で初当選。以後当選を続け県議会議長や自民党県連幹事長などを歴任。1993年、奥田敬和の自民党離党に同調し、新生党結成に参加。その後、新進党結成にも参加。
1994年の石川県知事選挙では谷本正憲を支援。当時、自由民主党幹事長を務めていた森喜朗が推す元農水事務次官の石川弘を破り以後当選を続けると、谷本県政の生みの親として谷本を支えた。
1997年の新進党解党に際し、当時の県議宇野邦夫とともに新進石川を結成して初代会長に就任。2009年、新進石川の民主党合流に伴い同党に入党。民主党県連代表代行を務めた。
2011年の石川県議会議員選挙では道府県議選当選者でも最高齢となる81歳での当選を果たした。また、石川県議選では最多タイとなる11回目の当選であった。
2012年12月、長らく所属していた新進石川を離脱。県政石川議員会を結成。
2014年4月26日、県政石川所属の3議員と共に民主党を離党。
2015年4月、前回に続き道府県議選で最高齢当選し、石川県議会では史上最多となる12回目の当選を果たした。
2018年10月14日、金沢市内の自身の後援会会合で、高齢などを理由に、2019年春の県議会選挙に出馬しないと発表。後継に娘婿の長田哲也を指名した。
2020年9月30日未明、多臓器不全のため死去。90歳没。叙正五位、旭日中綬章追贈。

## 役職等
金沢市鞍月土地区画整理組合理事長、新進石川議員協議会顧問、JA金沢中央会長理事、石川県野菜園芸協会会長、社会福祉法人ニコニコ保育園理事長、石川県日中友好協会名誉会長、石川県測量設計業協会顧問、石川県鉄骨工業協同組合顧問、石川県武術太極拳連盟会長等を務めた。

## 文献

### 著書
- 『選挙事務長三十年』（北國新聞社、2004年2月、ISBN 4833013347）
- 『金原博の『金言』対談　石川県議五十年』（北國新聞社、2020年7月、ISBN 4833022109）

### 関連文献
- 『能登の大地を愛して - 回想県議生活28年』（宮下正一著、正和政策研究会・北國新聞社、1998年10月、ISBN 4833010410）